# أندرياس توما
أندرياس توما (بالمجرية: Toma András)‏ هو جندي مجري، ولد في 5 ديسمبر 1925 في Újfehértó ‏ في المجر، وتوفي في 30 مارس 2004 في نيرغهازا في المجر.